# Di chỉ khảo cổ ở Việt Nam
Danh sách dưới đây liệt kê các di chỉ khảo cổ học tại Việt Nam.

## Thời đồ đá - tiền sử
- Di tích núi Đọ, tỉnh Thanh Hóa.
- Hang Chổ, tỉnh Hòa Bình: Văn hóa Hòa Bình.
- Hang Phia Vài, tỉnh Tuyên Quang: văn hóa Hòa Bình với sắc thái văn hóa tiền sử lưu vực sông Gâm.
- Di chỉ Ba Vũng, Quảng Ninh: văn hóa Hạ Long
- Di chỉ khảo cổ học thung Lang và núi Ba, Tam Điệp, Ninh Bình
- Quần thể hang động Tràng An ở Ninh Bình

## Thời kim khí - sơ sử
- Di chỉ Đông Sơn, Thanh Hóa: Văn hóa Đông Sơn
- Di chỉ khảo cổ Phùng Nguyên, Phú Thọ: Văn hóa Phùng Nguyên
- Di chỉ Xóm Rền, Phú Thọ: Văn hóa Phùng Nguyên
- Di chỉ Đồng Đậu, Vĩnh Phúc: Văn hóa Đồng Đậu.
- Di chỉ Thành Dền, Hà Nội: Văn hóa Đồng Đậu.
- Di chỉ Thạch Lạc, Hà Tĩnh: Văn hóa Đồng Đậu.
- Di chỉ Mán Bạc, xã Yên Thành, Yên Mô Ninh Bình: đan xen nhiều nền văn hóa
- Mộ thuyền Động Xá, Hưng Yên: văn hóa Đông Sơn.
- Đền Thượng, Cổ Loa: văn hoá Đông Sơn
- Thành Cổ Loa
- Sa Huỳnh, Quảng Ngãi: Văn hóa Sa Huỳnh

## Văn hóa Phù Nam, Cát Tiên
- Thánh địa Cát Tiên ở Lâm Đồng.
- Di chỉ Óc Eo, An Giang: Văn hóa Óc Eo.
- Nền Chùa ở Kiên Giang
- Gò Tháp ở Đồng Tháp
- Di chỉ Gò Thành ở ấp Tân Thành, xã Tân Thuận Bình, huyện Chợ Gạo, tỉnh Tiền Giang

## Champa
- Chăm Phong Lệ ở Đà Nẵng
- Thánh địa Mỹ Sơn ở Quảng Nam.

## Thời phong kiến
- Cố đô Hoa Lư tỉnh Ninh Bình
- Hoàng thành Thăng Long ở Hà Nội
- Thành nhà Hồ, Thanh Hóa: di vật có niên đại cuối thế kỷ XIV-đầu thế kỷ XV.
- Toà tháp cổ Yên Bái
- Khu di tích Lam Kinh, Thanh Hóa
- Thành Bản Phủ ở Cao Bằng
- Đàn Xã Tắc ở Hà Nội
- Đàn Xã Tắc Huế
- Tháp Mường Và, thị trấn Sốp Cộp tỉnh Sơn La
- Di chỉ Cao Quỳ, Hải Phòng

## Chưa xác định thời gian
- Bãi đá cổ Sa Pa tỉnh Lào Cai
- Bãi đá cổ Nậm Dẩn tỉnh Hà Giang
- Bãi đá cổ Pá Màng tỉnh Sơn La